# بادفينغر
بادفينغر (بالإنجليزية: Badfinger)‏ هو فريق روك إنجليزي تشكل في سوانسي وكان نشاطه الفني من الستينيات إلى الثمانينيات. تم التعرف عليهم لتأثيرهم على موسيقى البوب في السبعينيات. وتشير التقديرات إلى أن الفرقة باعت 14 مليون ألبوم

## أعضاء الفريق
بيت هام: غناء وجيتار وكيبورد
مايك جيبينز: غناء وطبول وايقاع
توم إيفانز: غناء وجيتار
جوي مولاند: غناء وجيتار وكيبورد

## نبذة
فريق بادفنجر من الفرق التي شكلت وساهمت في تعريف نوع موسيقى الروك الذي تبلور في السبعينات من القرن الماضي. كان الفريق يدعى الايفيز (بالإنجليزية: The Iveys)‏ منذ 1961، وكانت أول الفرق الموسيقية التي توقع عقد للتسجيل في إستوديوهات البيتلز «آبل» وذلك في عام 1968. تغير أسم الفريق من الايفيز إلى «بادفنجر» في عام 1967. قام الفريق بتسجيل خمسة ألبومات وجولات مكثفة حتى تم حل شركة البيتلز «آبل» في عام 1973، وحدث نوع من الفوضى وصعوبات كثيرة للفريق مما دعا عضو الفريق المميز «بيت هام» إلى الإنتحار عام 1975 وهو في عمر السابعة والعشرين.
أصدر فريق بادفنجر أربعة أغاني ناجحة حول العالم من 1970 إلى عام 1972 وهي:
«تعال وإحصل عليه Come and Get It» كتبها وأنتجها بول مكارتني عام 1970.
«بغض النظر  No Matter What» إنتاج مال إيفانس عام 1970.
«يوم بعد يوم Day after day» كتبها جورج هاريسون عام 1971.
«الحبيب الحزين Baby Blue» كتبها تود ريندجرن من فريق اليوتوبيا عام 1972.
إنتهى نشاط الفريق تماما في عام 1984.

## وصلات خارجية
بادفينغر على موقع ميوزك برينز (الإنجليزية)
- بادفينغر على موقع أول ميوزيك (الإنجليزية)
- بادفينغر على موقع ديسكوغز (الإنجليزية)